# الرقة (همدان)

تعديل مصدري - تعديل

الرقة هي إحدى قرى عزلة جشم بمديرية همدان التابعة لمحافظة صنعاء، بلغ تعداد سكانها 667 نسمة حسب تعداد اليمن لعام 2004.